# Анке Вішневскі
Анке Вішнєвськи (нім. Anke Wischnewski; 5 січня 1978, м. Аннаберг-Бухгольц, Німеччина) — німецька саночниця, яка виступає в санному спорті на професійному рівні з 2002 року. Є дебютантом національної команди, як учасник зимових Олімпійських ігор в одиночних змаганнях. Також починає здобувати успіхи на світових форумах саночників, так в 2004 році на Чемпіонаті світу в Парк Сіті посіла третє місце, а уже в 2007 році в Іґлс завоювала срібну медаль (це її найбільший міжнародний успіх).